# Meridiano 124 E
O meridiano 124 E é um meridiano que, partindo do Polo Norte, atravessa o Oceano Ártico, Ásia, Oceano Índico, Austrália, Oceano Antártico, Antártida e chega ao Polo Sul. Forma um círculo máximo com o Meridiano 56 W.
Começando no Polo Norte, o meridiano 124º Este tem os seguintes cruzamentos:
| País, território ou mar | Notas |
| ----------------------- | --- |
| Oceano Ártico           | |
| Mar de Laptev           | |
| Rússia                  | Iacútia - Ilhas no delta do rio Lena e continente Oblast de Amur                                            |
| China                   | Heilongjiang Mongólia Interior Heilongjiang Jilin Liaoning                                                  |
| Mar Amarelo             | |
| Mar da China Oriental   | |
| Japão                   | Ilhas Kohamajima e Kuroshima                                                                                |
| Oceano Pacífico         | Mar das Filipinas - · Passa a leste da ilha Luzon, Filipinas · Passa a oeste da ilha Catanduanes, Filipinas |
| Filipinas               | Ilha Agutaya                                                                                                |
| Golfo de Albay          | |
| Filipinas               | Ilha Luzon                                                                                                  |
| Mar de Samar            | |
| Filipinas               | Ilha Masbate                                                                                                |
| Mar das Visayas         | |
| Filipinas               | Ilhas Cebu e Mactan                                                                                         |
| Estreito de Cebu        | |
| Filipinas               | Ilha Bohol                                                                                                  |
| Mar de Bohol            | |
| Filipinas               | Ilha Mindanao                                                                                               |
| Mar de Celebes          | Baía de Illana                                                                                              |
| Filipinas               | Ilha Mindanao                                                                                               |
| Mar de Celebes          | |
| Indonésia               | Ilha Celebes (Península Minahassa)                                                                          |
| Mar das Molucas         | |
| Indonésia               | Ilha Timpaus                                                                                                |
| Mar de Banda            | |
| Indonésia               | Ilhas Tukangbesi                                                                                            |
| Mar de Banda            | |
| Indonésia               | Ilha Pantar                                                                                                 |
| Mar de Savu             | |
| Indonésia               | Ilha de Timor                                                                                               |
| Oceano Índico           | Mar de Timor                                                                                                |
| Austrália               | Austrália Ocidental                                                                                         |
| Oceano Índico           | |
| Oceano Antártico        | |
| Antártida               | Território Antártico Australiano, reivindicado pela Austrália                                               |